# بلندی (قندهار)
بلندی (به لاتین: Balandi) یک منطقهٔ مسکونی در افغانستان است که در ولسوالی پنجوائی واقع شده‌است.